# Dragutin Horvat
Dragutin Horvat (* 8. Januar 1976 in Kassel) ist ein deutscher Dartspieler.

## Karriere
Dragutin Horvat begann seine Karriere im Jahre 1999 beim E-Dart und wechselte in den folgenden Jahren zum Steeldart. 2016 konnte er sich für die International Darts Open qualifizieren, wo er nach Siegen über Ricky Evans, Gerwyn Price und Ian White die 4. Runde erreichte.
Seit dem Jahr 2013 hat er an jeder Super League Darts teilgenommen, im Jahre 2016 erreichte er die Finalrunde. Nach der überstandenen Gruppenphase setzte er sich mit 8:7 hauchdünn gegen Kevin Münch durch, bevor er sich mit einem 10:6-Sieg über Stefan Stoyke seine erste Teilnahme an einer PDC Dart-WM sicherte. Bei der WM 2017 setzte er sich mit einem 2:1-Sieg gegen Boris Kolzow in der Vorrunde durch, scheiterte dann aber in der 1. Runde mit 0:3 an Simon Whitlock.
Bei der PDC Qualifying School 2021 erreichte Horvat an seinem dritten Tag auf direktem Wege die Final Stage, konnte sich jedoch keine Tour Card sichern und brach die Final Stage vorzeitig ab.
2022 erreichte Horvat bei der Q-School am zweiten Tag die Final Stage. In dieser spielte er sich einmal ins Halbfinale. In diesem Spiel gegen den Spanier Tony Martinez bekam Horvat zwölf Matchdarts, welche ihm die Tour Card hätten bescheren können. Er verpasste jedoch und verlor das Spiel, womit er keine Tour Card erringen konnte. 2023 versuchte er es daraufhin erneut. Dieses Mal scheiterte er jedoch knapp bereits in der First Stage.
Bei der darauffolgenden PDC Challenge Tour 2023 gewann Horvat das Turnier Nummer 9 im Finale gegen Christian Kist mit 5:0 und erreichte beim Turnier Nummer zehn das Finale. Auch bei drei weiteren Turnieren spielte er sich unter die letzten Acht und beendete die Saison auf Rang neun in der Challenge Tour Order of Merit. Er rückte zu vier Turnieren der Players Championships nach, gewann dabei aber kein Spiel. Über den Host Nation Qualifier spielte er sich außerdem zum German Darts Grand Prix, wo er zunächst Scott Waites schlagen konnte, dann aber Dave Chisnall unterlag.
Im November ging Horvat dann wie in allen bisherigen Ausgaben bei der PDC Europe Super League an den Start. Mit nur zwei Niederlagen setzte er sich dabei in seiner Gruppe an die Spitze und besiegte in der K.-o.-Runde nacheinander Michael Klönhammer, Nico Kurz und Lukas Wenig, bevor er sich auch im Finale mit 8:3 gegen Pascal Rupprecht durchsetzte. Er wurde damit nach Kurz zum erst zweiten Spieler, der die Super League ein zweites Mal gewinnen konnte.
Horvat war somit zum zweiten Mal in seiner Karriere für die PDC World Darts Championship 2024 qualifiziert. Hierbei zeigte er sich allerdings von seiner eher schwächeren Seite und verlor gegen Mike De Decker mit 0:3.
Bei der Q-School 2024 durfte Horvat aufgrund seiner Leistungen auf der Challenge Tour in der Final Stage starten. Er spielte die ersten zwei Tage und errang zwei Punkte für die Rangliste, jedoch keine Tour Card. Er spielte daraufhin die Turniere der PDC Challenge Tour und erreichte bei den Turnieren 13 und 14 das Finale. Auch bei der PDC Europe Next Gen 2024 ging Horvat an den Start und erreichte direkt beim ersten Turnier das Finale. Außerdem war Horvat bei der German Darts Championship 2024 Ende August dabei, wo er jedoch in Runde eins verlor. Horvat erspielte sich weitere Finalteilnahmen und beendete die Challenge Tour Order of Merit auf Rang 13.
Bei der European Q-School 2025 durfte Horvat somit eigentlich in der Final Stage starten. Da Horvat jedoch nicht das Ziel verfolgte, eine Tour Card zu erringen, nahm er nur am zweiten Tag der First Stage teil, wo er sein Spiel verlor. Dadurch erspielte sich Horvat die Startberechtigung für die Challenge Tour und die Qualifikationsturniere zur European Tour.

## PDC-European Tour-Resultate
- 2013 European Darts Trophy: 1. Runde (1:6-Niederlage gegen  Max Hopp)
- 2013 German Darts Masters: 1. Runde (5:6-Niederlage gegen  Ian White)
- 2016 International Darts Open Viertelfinale (1:6-Niederlage gegen  Kim Huybrechts)
- 2016 European Darts Grand Prix: 1. Runde (2:6-Niederlage gegen  Joe Murnan)
- 2017 German Darts Masters: 2. Runde (1:6-Niederlage gegen  Michael Smith)
- 2017 European Darts Open: 1. Runde (3:6-Niederlage gegen  Robert Allenstein)
- 2017 International Darts Open: 1. Runde (3:6-Niederlage gegen  Chris Quantock)
- 2018 German Darts Open: 1. Runde (4:6-Niederlage gegen  Alan Tabern)
- 2018 Dutch Darts Masters: 2. Runde (5:6-Niederlage gegen  Gerwyn Price)
- 2018 Danish Darts Open: 1. Runde (4:6-Niederlage gegen  Max Hopp)
- 2018 European Darts Matchplay: 1. Runde (3:6-Niederlage gegen  Jelle Klaasen)
- 2019 German Darts Grand Prix: 1. Runde (5:6-Niederlage gegen  Kim Huybrechts)
- 2022 International Darts Open: 1. Runde (0:6-Niederlage gegen  Simon Whitlock)
- 2022 German Darts Grand Prix: 1. Runde (1:6-Niederlage gegen  Scott Waites)
- 2022 European Darts Grand Prix: 1. Runde (3:6-Niederlage gegen  Nathan Rafferty)
- 2022 European Darts Matchplay: 1. Runde (3:6-Niederlage gegen  Madars Razma)
- 2022 German Darts Open: 2. Runde (4:6-Niederlage gegen  José de Sousa)
- 2023 German Darts Grand Prix: 2. Runde (4:6-Niederlage gegen  Dave Chisnall)
- 2024 German Darts Championship: 1. Runde (3:6-Niederlage gegen  Krzysztof Ratajski)
- 2025 European Darts Open: 1. Runde (2:6-Niederlage gegen  Luke Woodhouse)

## Titel

### PDC
- Secondary Tour Events
  - PDC Challenge Tour
    - PDC Challenge Tour 2023: 9
    - PDC Challenge Tour 2025: 6
- Sonstige
  - Super League Darts: 2016, 2023
  - PDC Europe Next Gen
    - PDC Europe Next Gen 2025: 4

## Weltmeisterschaftsresultate

### PDC
- 2017: 1. Runde (0:3-Niederlage gegen  Simon Whitlock)
- 2024: 1. Runde (0:3-Niederlage gegen  Mike De Decker)